# Sleutelkoord

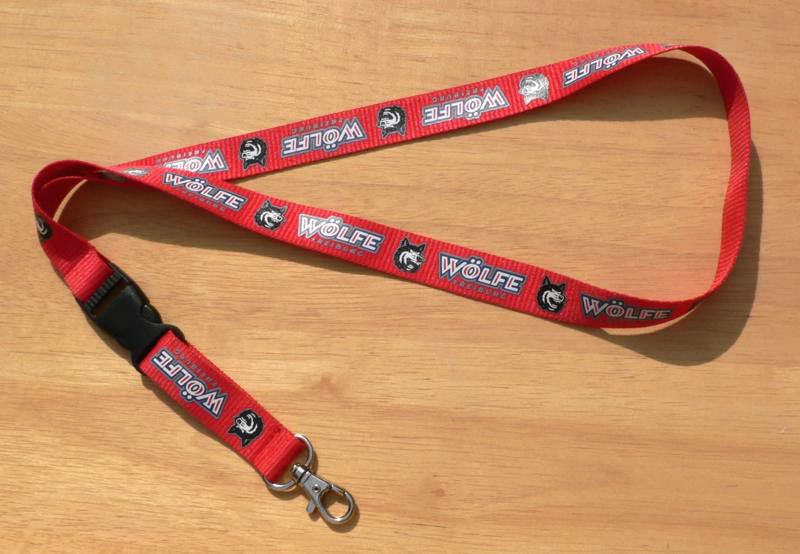
Sleutelkoord

Een sleutelkoord (Engels: lanyard), ook wel keycord genoemd, is een neklint dat wordt gebruikt om bijvoorbeeld sleutels, een mobiele telefoon, of een mp3-speler aan vast te maken en zo rond de nek te dragen.
Sleutelkoorden worden vaak op publieke manifestaties (zoals muziekfestivals of beurzen) uitgedeeld door bedrijven, met de naam van bijvoorbeeld een bedrijf erop gedrukt voor reclame-doeleinden.